# Мануель Рохас (президент)
Мануель Акунья Рохас (тагал. Manuel Roxas y Acuña; 1 січня 1892 — 15 квітня 1948) — п'ятий президент Філіппін, який обіймав цю посаду з 1946 року до своєї смерті внаслідок серцевого нападу в 1948 році. Він недовго обіймав посаду третього й останнього президента Співдружності Філіппін з 28 травня 1946 року по 4 липня 1946 року та став першим президентом після проголошення незалежності від США.

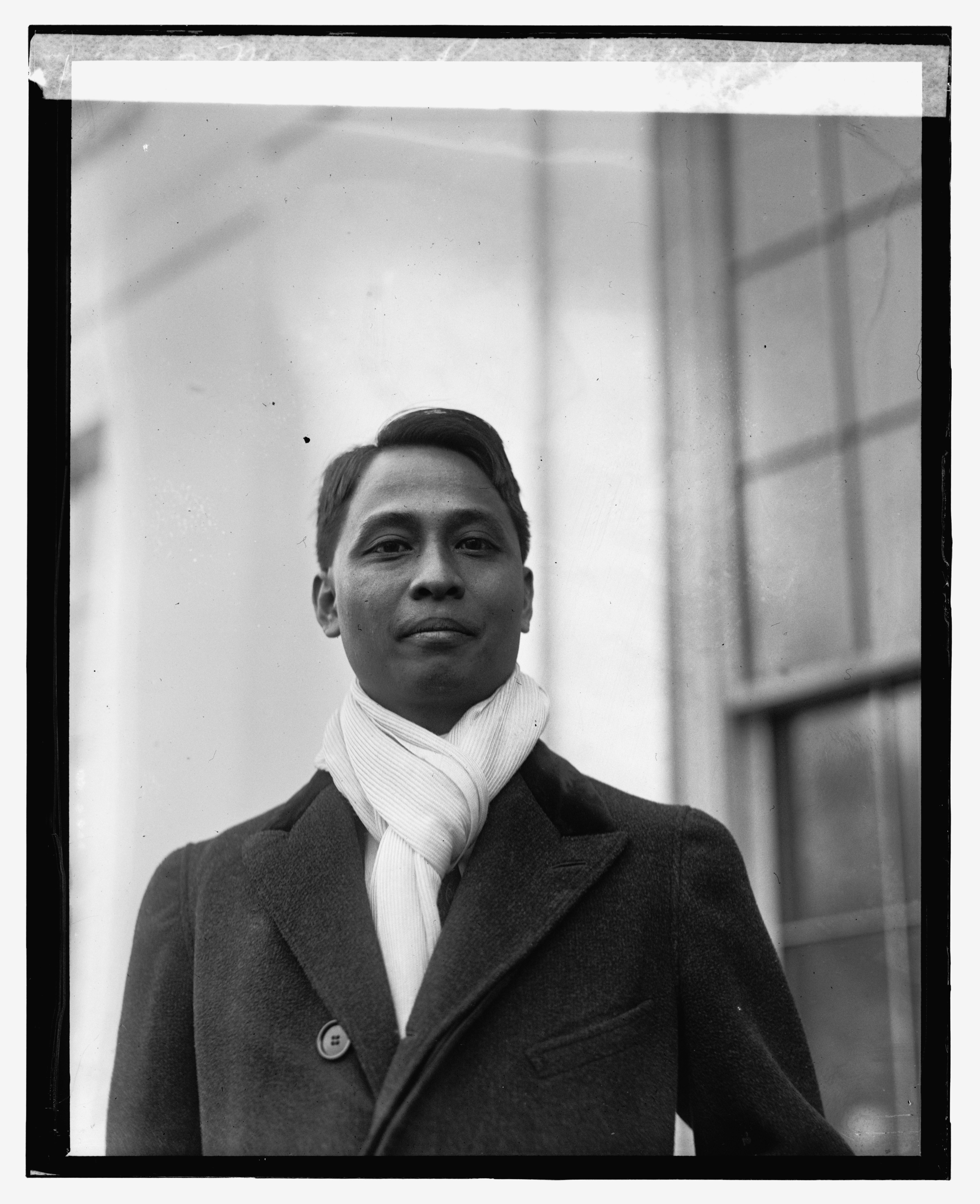
Спікер палати Рохас у 1923 році

## Раннє життя та кар'єра
Мануель Рохас народився 1 січня 1892 року в Капісі, Капіз (сучасне місто Рохас) у родині Херардо Рохас-і-Арройо та Росаріо Акунья-і-Вілларус. Він і його старший брат Мамерто були виховані матір'ю та її батьком доном Елевтеріо Акуньєю. Серед інших його братів і сестер від батька були Леопольдо і Маргарита, тоді як у нього також були зведені брати і сестри, Консуело, Леопольдо, Інес і Еварісто Піказо, після того, як його мати вийшла заміж повторно.
Рохас отримав початкову освіту в державних школах Капіза та відвідував коледж Св. Йосипа в Гонконзі у віці 12 років, але через тугу за домом він повернувся до Капіза. Зрештою він перевівся до Манільської середньої школи, яку закінчив з відзнакою в 1909 році.
Роксас почав вивчати право в приватній юридичній школі, заснованій Джорджем А. Малкольмом, першим деканом юридичного коледжу Філіппінського університету. На другому курсі він вступив до Філіппінського університету, де його обрали президентом класу та студентської ради. У 1913 році Роксас здобув ступінь юриста, отримав диплом професіонала, а згодом здобув 92 % балів у тому ж році. Потім він став професором права у Філіппінській юридичній школі та Національному університеті. Він працював секретарем судді Каєтано Арельяно з Верховного суду.

## Політична кар'єра
У 1917 році Рохас став членом муніципальної ради Капіза, пропрацювавши до 1919 року. Потім він став наймолодшим губернатором провінції Капіз і обіймав цю посаду з 1919 по 1922 рік.
Рохас був обраний до Палати представників Філіппін у 1922 році і протягом дванадцяти років поспіль був спікером Палати. Він був членом Конституційного конвенту 1934 року, секретарем фінансів, головою Національної економічної ради, головою Національної компанії розвитку та працював у багатьох інших державних корпораціях і установах. Він також служив бригадним генералом у Збройних силах США на Далекому Сході (USAFFE), був визнаним партизанським лідером і воєначальником Філіппінської армії Співдружності. Став одним із лідерів Націоналістської партії, в якій домінував клас хасендадо, який володів величезними маєтками фазенди, які становили більшу частину оброблюваної землі на Філіппінах. Та сама еліта хасендадо, яка домінувала на Філіппінах під правлінням Іспанії, продовжувала залишатися домінуючим соціальним елементом під правлінням Америки. Сам Рохас був хачендадо, який використовував своє багатство для досягнення своїх політичних амбіцій. Політика Філіппін характеризувалася клієнтською системою, за якої політики використовували свої офіси для створення мереж патронажу, а особисті розбіжності між політиками були набагато більшими, ніж будь-які ідеологічні розбіжності.
З Великою депресією Філіппіни почали розглядатися як відповідальність у Сполучених Штатах, оскільки були висунуті вимоги припинити імміграцію філіппінців до Сполучених Штатів і припинити безмитний імпорт філіппінської сільськогосподарської продукції на американський ринок, оскільки багато американських фермерів скаржилися, що вони не можуть конкурувати з філіппінськими фермерами. Щоб покласти край філіппінській імміграції та доступу до американського ринку, багато лідерів Конгресу США виступили за надання Філіппінам негайної незалежності. У той самий час, коли Конгрес США обговорював надання незалежності Філіппінам, багато філіппінських лідерів були стурбовані зростаючими наполегливими заявами Японії про те, що вся Східна Азія є сферою її впливу. Помінявшись ролями, саме філіппінці були проти негайної незалежності, яка була запропонована в законопроекті Харе-Хоуса-Каттінга, який обговорювався в залах Конгресу.
На початку 1930 року Рохас прилетів до Сполучених Штатів разом із Серхіо Осменою агітувати Конгрес США не поспішати з наданням незалежності в законопроекті Харе-Хоуса. Окрім страху перед Японією, багато філіппінців були глибоко стурбовані планами запровадити високі тарифи на філіппінське сільське господарство після здобуття незалежності, що стало ще однією причиною відкласти проголошення незалежності. У Вашингтоні Рохас лобіював лідерів уряду США, таких як державний секретар Генрі Стімсон і військовий міністр Патрік Герлі. Рохас свідчив перед Конгресом США, що він виступає за незалежність Філіппін, заявивши, що філіппінці виконали положення про «стабільний уряд» Закону Джонса 1916 року, який передбачав, що незалежність надається, коли філіппінці доведуть, що вони мають «стабільний уряд». Однак він продовжував свідчити, що «з наданням тарифної автономії можуть виникнути серйозні труднощі». Як і решта філіппінської еліти, Рохас сприйняв плани Конгресу США запровадити мита на філіппінські товари після здобуття незалежності як економічну катастрофу для Філіппін.
У травні 1930 року Рохас доповів Мануелю Л. Кесону, що і Герлі, і Стімсон повідомляли Конгресу США про неготовність Філіппін до незалежності в найближчому майбутньому, що, на його думку, мало великий вплив на Конгрес США. Рохас порадив Кесону тепер спробувати заспокоїти сенаторів Гаррі Б. Хоуза та Бронсона Б. Каттінга, надіславши їм повідомлення, в якому йдеться про те, що він хоче негайно отримати незалежність, що, на думку Рохаса, наразі малоймовірно 24 травня 1930 року Кесон послухався поради Рохаса і надіслав публічні телеграми як Хоусу, так і Каттінгу, в яких говорилося, що філіппінці «жадають своєї національної свободи». 2 червня 1930 року острівний комітет Сенату в якості компромісу порадив надати Філіппінам більше автономії, щоб підготуватися до незалежності протягом наступних 19 років. Після повернення на Філіппіни в 1930 році Рохас заснував нову групу, що виступає за незалежність під назвою Ang Bagong Katipunan («Нова асоціація»), яка запропонувала розпустити всі політичні партії, що належали їй, і об'єднати національну культуру, щоб краще вести переговори з Сполучені Штати. Плани щодо Ang Bagong Katipunan викликали широку опозицію, оскільки групу вважали занадто авторитарною та засобом для Рохаса, щоб кинути виклик Кесону за лідерство в Націоналістській партії. Ang Bagong Katipunan незабаром було розформовано.
Влітку 1931 року Герлі відвідав Філіппіни, щоб оцінити їх готовність до незалежності У ході переговорів з Кесоном, Осменья і Рохаса було досягнуто згоди, що Філіппіни мають стати автономною державою під владою Америки, і їм буде дозволено продовжувати експорт цукру та кокосової олії до Сполучених Штатів на нинішньому рівні. Рохас став розглядатися як один із менш радикальних лідерів незалежності, який виступав за «повільний рух» щодо незалежності, щоб зберегти доступ до ринку США. У той час Рохас цинічно заявив, що він та інші націоналісти повинні зробити «радикальні заяви про негайну, повну та абсолютну незалежність, щоб зберегти контроль над народом». Філіппінська політика, як правило, базувалася більше на особистій лояльності до політика, який винагороджував би своїх послідовників через патронаж, а не через ідеологічні причини, і, незважаючи на критику демократів про те, що націоналісти відмовилися від своєї платформи, націоналісти перемогли на виборах 13 липня 1931 року. На виборах Рохас був переобраний і повернувся на посаду спікера Палати представників Філіппін. У вересні 1931 року Японія захопила Маньчжурію в Китаї. Після інциденту в Мукдені лідери армії США та ВМС США почали стверджувати у Вашингтоні, що Філіппіни займають стратегічне положення в Азії, оскільки військово-морські та авіабази, розташовані на Філіппінах, дозволять будь-якій силі, яка їх контролює, домінувати на Півдні. Китайське море, ключове море, яке сполучало ринки Південно-Східної Азії з Китаєм. Переважаючою думкою в армії США було те, що Сполученим Штатам потрібні їхні філіппінські бази, щоб утримати Японію від спроби захопити контроль над усією Східною Азією.
Після того, як у 1941 році були ухвалені поправки до Конституції Філіппін 1935 року, Рохас був обраний до сенату Філіппін, але не міг служити до 1945 року через початок Другої світової війни. Сполучені Штати мали надати Філіппінам незалежність у 1945 році, тоді як Японія почала претендувати на Сферу спільного процвітання Великої Східної Азії з 1940 року. Як і інші представники філіппінської еліти, Рохас почав налагоджувати зв'язки з Японією, оскільки було незрозуміло, що Філіппіни залишаться в американській сфері впливу після здобуття незалежності чи потраплять до японської сфери впливу. Однак, оскільки Сполучені Штати планували надати незалежність, поклавши край більш ніж 400-річному іноземному правлінню, громадська думка Філіппін вороже сприйняла ідею приєднання Філіппін до Сфери спільного процвітання Великої Східної Азії.
Будучи офіцером резерву перед Другою світовою війною, Рохас був призначений офіцером зв'язку між урядом Співдружності та штабом USAFFE генерала Дугласа Макартура. 7 грудня 1941 року Японія розпочала війну проти Сполучених Штатів, розбомбивши військово-морську базу США в Перл-Гарборі на Гаваях, а також розбомбивши американські бази на Філіппінах. Незабаром після цього японські сили вторгнення висадилися на Лусоні, найбільшому та найбільш густонаселеному острові Філіппінського архіпелагу. Макартур стверджував, що американо-філіппінські сили під його командуванням зупинять будь-яке японське вторгнення «на пляжах», але замість цього японські війська рушили на Манілу, столицю та найбільше місто Філіппін. Рохас супроводжував президента Кесона до Коррегідора, де він контролював знищення філіппінської валюти, щоб запобігти її захопленню японцями. Коли Кесон покинув Коррегідор, Рохас відправився на Мінданао, щоб скерувати там опір. Ще до відходу Кесона його призначили виконавчим секретарем і призначили наступником на посаді президента на випадок, якщо Кесон або віце-президент Серхіо Осменя будуть схоплені або вбиті. 3 січня 1942 року президент Кесон надав генералу Макартуру таємну гарантію в розмірі 500 000 доларів. Оплата була пов'язана з філіппінською концепцією utang na loob, де хтось пропонує щедрий подарунок, щоб створити взаємне зобов'язання з боку особи, яка отримує подарунок. Наскрізний платіж був законним, але сумнівним з етичної точки зору, і Макартур завжди тримав платіж у таємниці, який став загальновідомим лише в 1979 році. Пізніше того ж року Кесон запропонував виплату генералу Дуайту Ейзенхауеру, на що той відмовився, заявивши, що як чиновник армії Сполучених Штатів, його першочергова лояльність була до Сполучених Штатів, що робило прийняття такої виплати морально неправильним, на його думку. 23] Рохас був одним із небагатьох людей, які знали про подарунок Кесона Макартуру.
Під час японської окупації з 1943 року Рохас очолював агентство із закупівель рису для колабораціоністського уряду, який допомагав Японії експлуатувати свої Філіппіни, збираючи врожай рису для годування японських військ у Південно-Східній Азії. Жорстока політика конфіскації врожаю рису підштовхнула багатьох філіппінських селян до межі голоду та зробила Рохаса одним із найбільш ненависних людей на Філіппінах. Рохас служив в уряді Лорела до квітня 1945 року, коли він здався американським військам у Багіо. Після його захоплення Макартур оголосив, що Рохас дійсно був бійцем опору. Схоже, що Роксас шантажував Макартура, який погрожував розкрити гарантії, які він прийняв у 1942 році. Це було особливо актуально, оскільки Макартур мав амбіції балотуватися як кандидат від Республіканської партії на президентських виборах у Сполучених Штатах 1944 року. Політичні амбіції Макартура на той час були відкритою таємницею, оскільки на початку 1944 року листи між Макартуром і конгресменом Альбертом Міллером просочилися в пресу. У своїх листах до Міллера Макартур висловлював свою ненависть до президента Франкліна Делано Рузвельта та Нового курсу, а також натякав на те, що він готовий прийняти кандидатуру республіканців на президентських виборах, які відбудуться після війни.
Незабаром після захоплення Рохас сказав американцям, що хоче, щоб Сполучені Штати зберегли свої військові бази на Філіппінах після здобуття незалежності в 1946 році, і пообіцяв використати весь свій вплив, щоб переконати конгрес Філіппін прийняти незалежність на цих умовах. Крім своїх президентських амбіцій, Макартур мав додаткові причини ставитися до Рохаса поблажливо. Макартур мав низьку думку щодо пересічного філіппінця і вважав, що чоловіки класу хачендадо були лише людьми, здатними забезпечити Філіппіни компетентним керівництвом. Генерал вважав, що все, що робив Рохас та інші хаендадо під час японської окупації, не має значення порівняно з необхідністю, щоб хендадо продовжували залишатися домінуючою групою, оскільки Макартур вважав, що Філіппіни зазнають анархії без керівництва хендадо.

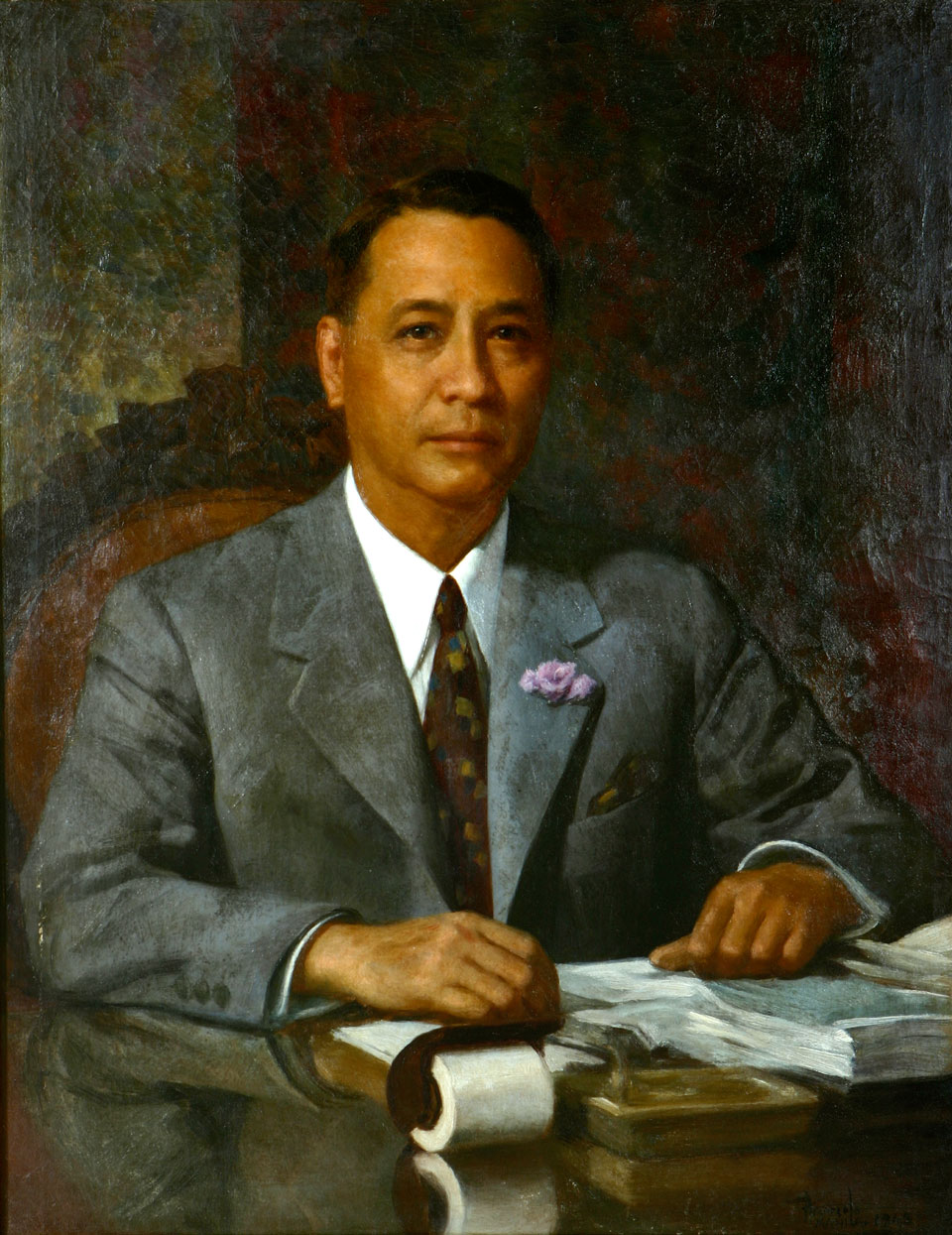
Офіційний портрет президента Мануеля Рохаса в президентському палаці Малаканьянг

## Президентські вибори 1946 року

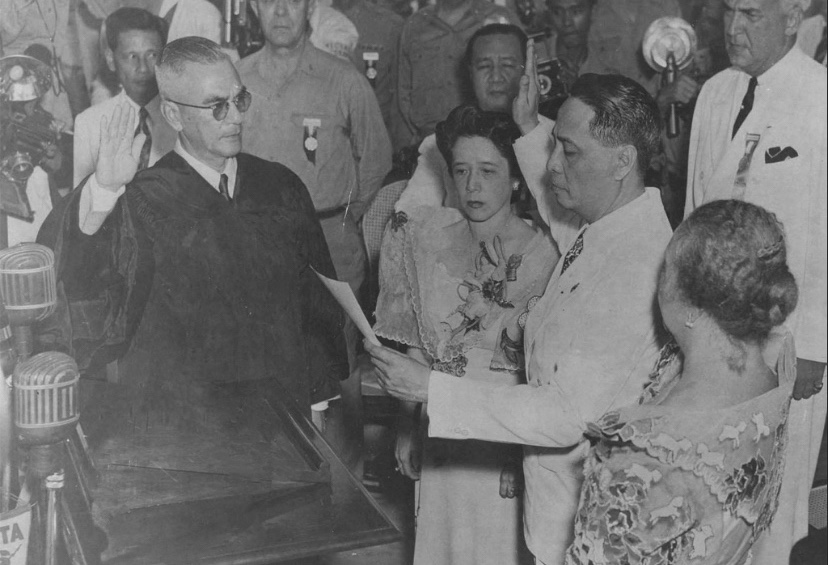
Рохас приймає присягу як перший президент Третьої республіки 4 липня 1946 року

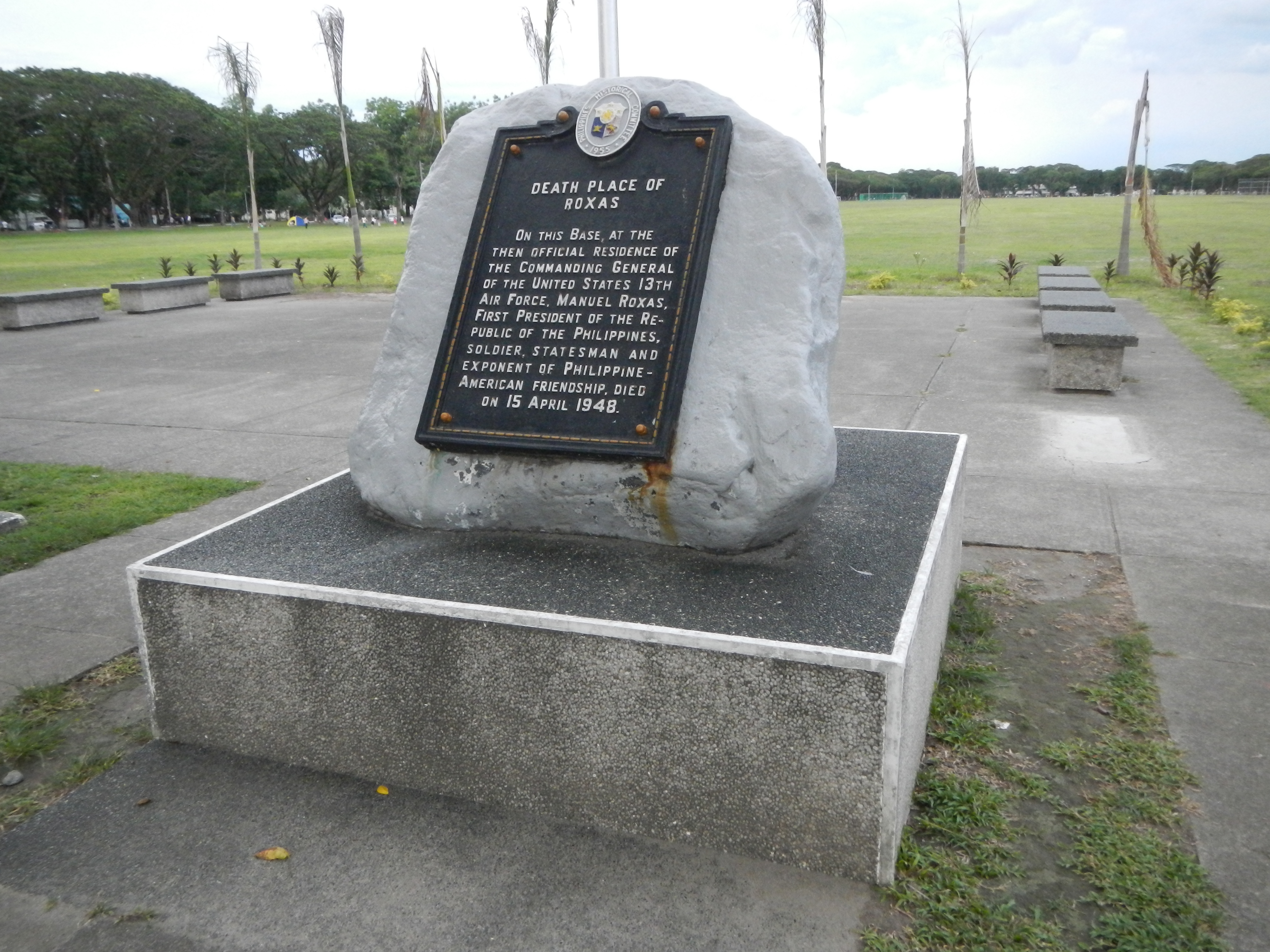
Історичний знак на місці смерті Мануеля Рохаса

Перед національними виборами на Філіппінах 1946 року, в розпал останніх виборів у Співдружності, президент Сенату Рохас і його друзі покинули націоналістську партію та створили Ліберальну партію. Їхнім кандидатом у президенти став Рохас, а віце-президентом — Елпідіо Квіріно. Націоналісти, з іншого боку, мали Осменью президентом і сенатора Еулохіо Родрігеса віце-президентом. Рохас мав непохитну підтримку генерала Макартура. Американський військовий уряд надавав перевагу Рохасу під час виборів, вважаючи його філіппінським політиком, який, швидше за все, дозволить продовжити розміщення американських баз на Філіппінах після здобуття незалежності. Британський історик Френсіс Пайк писав, що Рохас «фактично приніс» вибори 1946 року, чому допоміг той факт, що він володів найбільшою газетною імперією на Філіппінах. Висвітлення виборів у газетах Roxas було по суті агітаційною рекламою кампанії Roxas. Осменья відмовився від кампанії, заявивши, що філіппінці знають про його репутацію. 23 квітня 1946 року Рохас набрав 54 % голосів, а Ліберальна партія отримала більшість у законодавчому органі.

## Смерть
15 квітня 1948 року президент Рохас виголосив промову перед тринадцятою військово-повітряною силою США в театрі Келлі на авіабазі Кларк, Пампанга. Після виступу він страждав від запаморочення та втоми, і його доставили до резиденції генерал-майора. Тієї ночі він переніс численні серцеві напади і помер о 21:23 у віці 56 років. Термін Рохаса на посаді президента найкоротший і тривав 1 рік, 10 місяців і 18 днів.
Його тіло було доставлено до Маніли наступного дня на спеціальному поїзді, який прибув до Малаканьянга приблизно о 9:20 ранку. Сесії Конгресу були призупинені до моменту поховання, призначеного на неділю, 25 квітня 1948 року. Віце-президент Елпідіо Квіріно, який був на борту південного круїзу під час смерті Роксаса, прибув до Маніли 17 квітня. Того ранку він негайно відправився в Малаканьянг і склав присягу президента в залі Державної ради. Тоді новий президент призначив комітет, який узяв відповідальність за організацію похорону покійного президента, і видав прокламацію про оголошення періоду національного трауру з 17 квітня по 17 травня.
Рохаса поховали на Північному кладовищі Маніли.

## Вшанування пам'яті
На його честь різні міста та муніципалітети на Філіппінах були перейменовані на його честь, у тому числі Рохас, Східний Міндоро в (1948), перше місто, назване так. Місто Рохас, Ісабела (1948); Президент Рохас, Капіз (1949); Рохас Сіті, Капіз (1951); Рохас, Палаван (1951); Президент Роксас, Котабато (1967); Президент Мануель А. Рохас, Північна Замбоанга (1967). Бульвар Дьюї в Столичному регоні був перейменований на його пам'ять, і зараз він зображений на купюрі в 100 філіппінських песо.

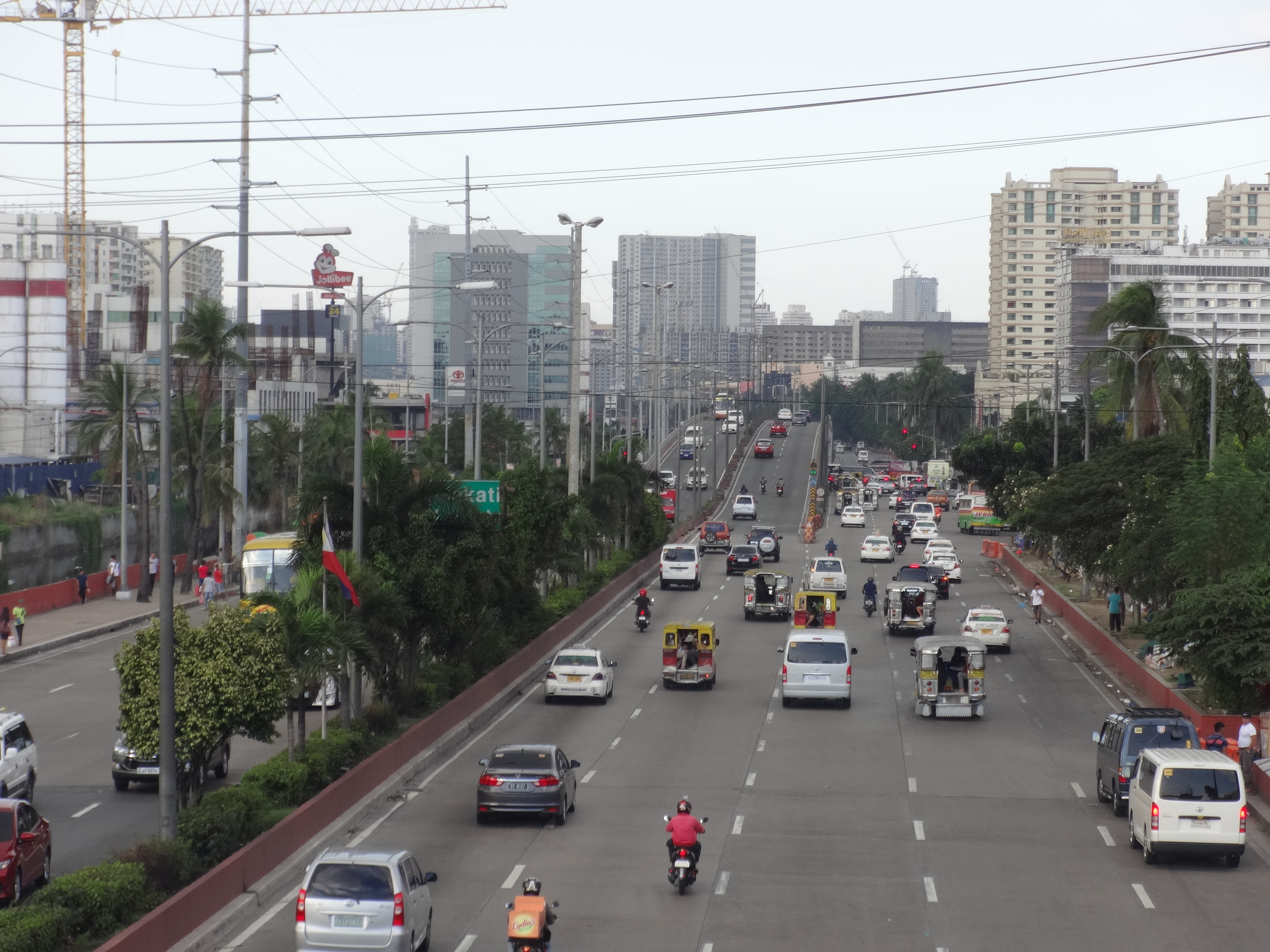
Бульвар Рохаса у місті Пасай
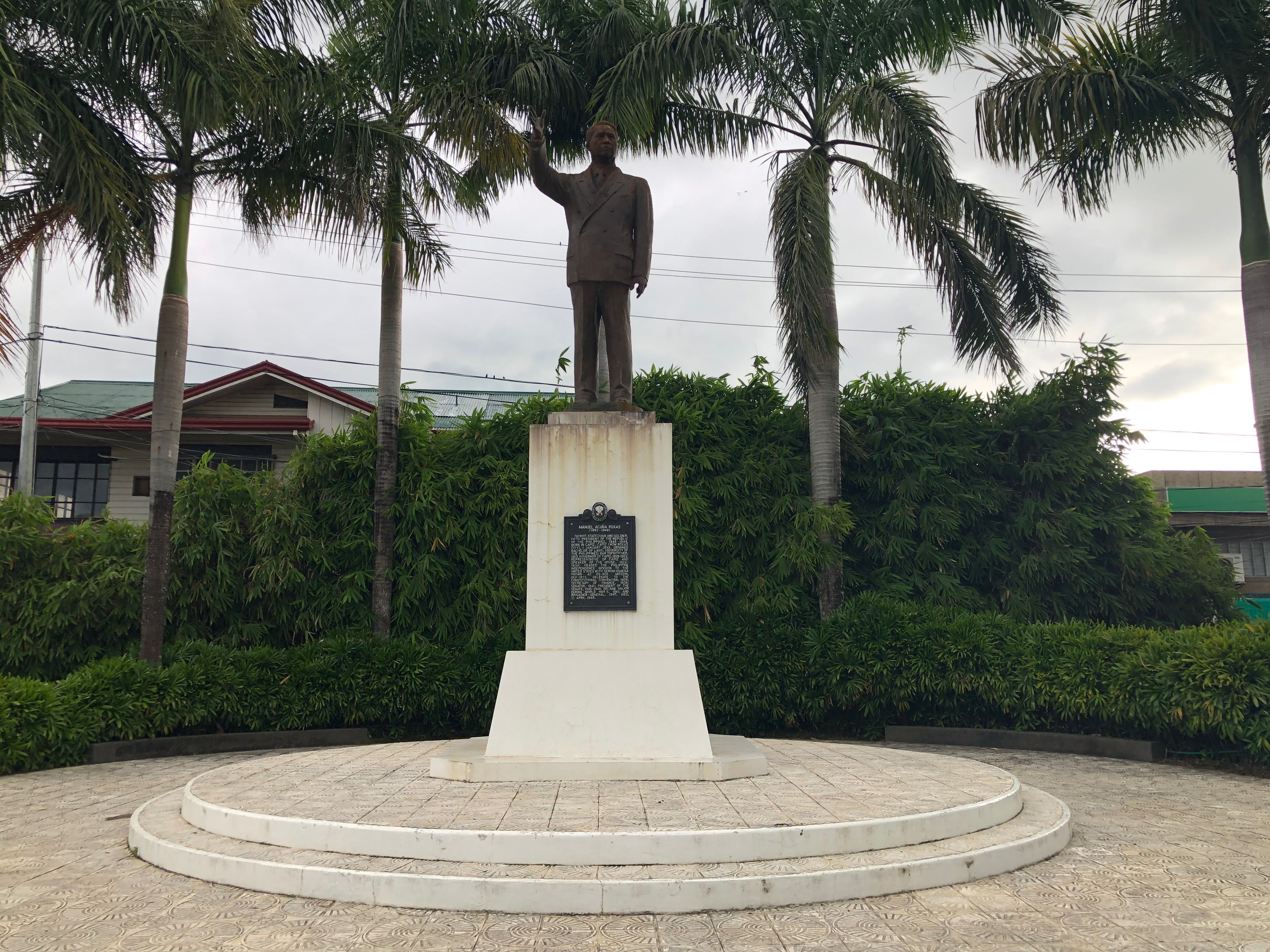
Монумент Рохасу у місті Рохас Сіті